# هارم لاغاي
هارم لاغاي (بالهولندية: Harm Lagaaij)‏ مواليد 28 ديسمبر 1946 هو مهندس ومصمم سيارات هولندي، عمل مع الفريق الذي صمم سيارة بورش 911 وصمم سيارة بورش 924.